# Campeonato Catarinense de Futebol de 2019 - Série C
A Série C do Campeonato Catarinense de Futebol de 2019 foi a 16ª edição da Terceirona do Catarinense que contou com a participação de 9 clubes e foi realizada entre os dias 14 de setembro e 16 de novembro.

## Regulamento
Conforme a decisão do Conselho Técnico, o Catarinense SICOOB Série C 2019 foi disputado por nove clubes, divididos em dois Grupos A e B, e terá três fases: 1ª Fase – Turno e Returno, 2ª Fase – Semifinais e 3ª Fase – Finais.
Na 1ª Fase, Turno e Returno, as equipes se enfrentarão no sistema de pontos corridos, dentro dos grupos, em jogos de ida e volta. As duas melhores equipes de cada grupo estarão classificadas para a 2ª Fase – Semifinais. Na 2ª Fase – Semifinais e na 3ª Fase – Finais, as equipes se enfrentarão no sistema de confronto eliminatório, jogos de ida e volta.
As equipes que somarem mais pontos ao final dos dois jogos da 2ª Fase – Semifinais, estarão classificadas para a 3ª Fase – Finais. Na 3ª Fase – Finais, as duas equipes classificadas se enfrentarão novamente em dois jogos, ida e volta. As equipes de melhor campanha na soma da 1ª Fase e da 2ª Fases, serão mandantes das partidas de volta nos confronto eliminatório da 3ª Fase – Final.
Na 2ª Fase as equipes que somarem mais pontos ao final dos dois jogos estarão classificadas. Caso haja empate em número de pontos haverá prorrogação de 30 minutos e persistindo o empate, a equipe mandante estará classificada. Na 3ª Fase – Finais, a forma de disputa é idêntica.

## Equipes participantes
| Equipe        | Município      | Em 2018 | Estádio               | Capacidade | Títulos  |
| ------------- | -------------- | ------- | --------------------- | ---------- | -------- |
| Caçador       | Caçador        | 3º      | Carlos Alberto Neves  | 6 500      | 1 (2012) |
| Carlos Renaux | Brusque        | 4º      | Augusto Bauer         | 5 000      | 0        |
| Curitibanos   | Paulo Lopes    | 8°      | Antonio Amadeu Moisés | 1 000      | 0        |
| Itajaí        | Itajaí         | 2º      | Roberto Santos Garcia | 3 300      | 1 (2016) |
| Jaraguá       | Jaraguá do Sul | 6º      | João Marcatto         | 5 270      | 0        |
| Nação         | Joinville      | -       | Arena Joinville       | 20 160     | 0        |
| Orleans       | Orleans        | 5º      | Osmundino Mateus      | 1 100      | 0        |
| Porto-SC      | Porto União    | 7º      | Armando Sarti         |            | 1 (2008) |

## Fase Final
* Em itálico, os times que possuem o mando de campo no primeiro jogo do confronto e em negrito os times classificados
|  | Semifinais    | Semifinais | Semifinais | Semifinais |   |        | Final | Final | Final | Final |
|  |               |            |            |            |   |        |       |       |       |       |
|  | Itajaí        | 1          | 2          | 3          |   |        |       |       |       |       |
|  | Nação         | 0          | 2          | 2          |   |        |       |       |       |       |
|  | Nação         | 0          | 2          | 2          |   | Itajaí | 1     | 1     | 2     |       |
|  |               |            |            |            |   | Itajaí | 1     | 1     | 2     |       |
|  |               | Caçador    | 2          | 2          | 4 |        |       |       |       |       |
|  | Caçador       | Caçador    | 2          | 2          | 4 | 0      | 1     | 1     |       |       |
|  | Caçador       |            |            |            |   | 0      | 1     | 1     |       |       |
|  | Carlos Renaux | 0          | 0          | 0          |   |        |       |       |       |       |

## Final
O time de melhor campanha na classificação geral tem o direito do mando de campo na segunda partida da final.

### Partida de ida
| 10 de Novembro | Caçador                          | 2 – 1 | Itajaí      | Carlos Alberto Costa Neves, Caçador                           |
| 15:00          | Fabiano 43' · Carlos Alberto 80' |       | 56' Emerson | Público: 1 146 Renda: R$ 17.190,00 Árbitro: Ramon Abatti Abel |

| Caçador | Itajaí |

### Partida de volta
| 16 de Novembro | Itajaí          | 1 – 2 | Caçador                 | Roberto Santos Garcia, Camboriú                                      |
| 16:00          | João Marcos 22' |       | 85' Eric · 90+1' Maycon | Público: 569 Renda: R$ 5.830,00 Árbitro: Luiz Augusto Silveira Tisne |

| Itajaí | Caçador |

## Premiação
| Campeão da Série C do Campeonato Catarinense de 2019 |
| ---------------------------------------------------- |
| Caçador Campeão (2º título)                          |

## Artilharia
Atualizado em 18 de novembro de 2019
| Gols | Jogador     | Time     |
| ---- | ----------- | -------- |
| 8    | Rafael      | Nação    |
| 5    | João Marcos | Itajaí   |
| 4    | Jean        | Itajaí   |
| 4    | Venícius    | Porto-SC |

## Seleção do Campeonato Catarinense - Série C
| Pos. | Nome          | Clube   |
| ---- | ------------- | ------- |
| G    | Villa         | Caçador |
| LD   | Grilo         | Itajaí  |
| Z    | Carlão        | Caçador |
| Z    | Téssio        | Itajaí  |
| LE   | Cleiton       | Caçador |
| V    | Duda          | Itajaí  |
| V    | Vinícios      | Caçador |
| M    | Oberdan       | Itajaí  |
| M    | Rafael Xavier | Nação   |
| A    | João Marcos   | Itajaí  |
| A    | João de Deus  | Caçador |
| T    | Itaqui        | Caçador |

| Prêmio               | Nome        | Clube  |
| -------------------- | ----------- | ------ |
| Craque do Campeonato | João Marcos | Itajaí |

## Média de público
Estas são as médias de público dos clubes no Campeonato. Considera-se apenas os jogos da equipe como mandante.
| Pos. | Time          | Média |
| ---- | ------------- | ----- |
| 1    | Caçador       | 520   |
| 2    | Itajaí        | 256   |
| 3    | Nação         | 230   |
| 4    | Carlos Renaux | 165   |
| 5    | Orleans       | 71    |
| 6    | Curitibanos   | 66    |
| 7    | Jaraguá       | 49    |
| 8    | Porto-SC      | 49    |